# Distretto di Chandpur
Il distretto di Chandpur è un distretto del Bangladesh situato nella divisione di Chittagong. La città principale è Chandpur.

## Suddivisioni
Il distretto comprende 8 upazila:
- Chandpur Sadar
- Faridganj
- Haimchar
- Hajiganj
- Kachua
- Matlab Dakshin
- Matlab Uttar
- Shahrasti